# Marina Durunda
Marina Sergeevna Durunda (in russo Марина Сергеевна Дурунда?; Sebastopoli, 12 giugno 1997) è un'ex ginnasta azera di origini ucraine.

## Biografia
Durunda ha iniziato a praticare la ginnastica ritmica all'età di 4 anni a Sebastopoli, sua città natale in Ucraina. A 6 anni si è trasferita a Cipro; non potendo disporre di un passaporto cipriota, nel 2012 ha accettato l'invito della federazione azera per rappresentare l'Azerbaijan. Lo stesso anno Durunda ha fatto parte della nazionale azera junior che ha partecipato agli europei di Nižnij Novgorod oltre a giungere al 7º posto nella finale della palla all'interno della stessa competizione.
Nel 2013 Marina Durunda ha fatto il suo debutto da senior. Ai campionati europei di Vienna 2013 lei e la compagna Lala Yusifova hanno mancato il podio nella gara a squadre finendo al 4º posto dietro la Bielorussia; Durunda si è inoltre piazzata quinta nella palla, nel cerchio e nel nastro. Il 2013 è stato anche l'anno della sua prima vittoria nel campionato nazionale azero e della sua prima partecipazione ai campionati mondiali, dove ha ottenuto il quinto posto nel nastro e il sedicesimo nell'all-around. Ai successivi mondiali di Smirne 2014 si è posizionata al sesto posto migliorando di ben dieci posizioni rispetto all'edizione precedente.
Marina Durunda si afferma tra le atlete in grado di ambire al podio a livello internazionale e durante gli europei di Minsk 2015 vince la medaglia di bronzo nel nastro in seguito a un ricorso che ha fatto scivolare la bielorussa Kacjaryna Halkina al quarto posto con un distacco di 0,050 punti. Successivamente ha preso parte ai I Giochi europei vincendo l'argento nel nastro.
Alle Olimpiadi di Rio de Janeiro 2016 si qualifica alla finale del concorso individuale terminando al nono posto. Reduce da un infortunio, annuncia il suo ritiro dopo avere partecipato agli europei di Budapest 2017.

## Palmarès
- Campionati europei di ginnastica ritmica

Minsk 2015: bronzo nel nastro.
- Giochi europei

Baku 2015: argento nel nastro.